# Laboulbenia inflata
Laboulbenia inflata är en svampart som beskrevs av Thaxt. 1892. Laboulbenia inflata ingår i släktet Laboulbenia och familjen Laboulbeniaceae.  Arten är reproducerande i Sverige. Inga underarter finns listade i Catalogue of Life.